# Terło
Terło (ukr. Терло) – wieś w rejonie samborskim (wcześniej w rejonie starosamborskim) obwodu lwowskiego Ukrainy. Miejscowość liczy około 926 mieszkańców. Leży nad rzeką Strwiąż. Jest siedzibą silskiej rady. Pierwsza wzmianka o wsi pochodzi z 1415. Dawniej dzieliło się na dwie części, to jest na „Terło Rustykalne” i „Terło Szlacheckie”.
Wieś prawa wołoskiego, położona była w pierwszej połowie XV wieku w ziemi przemyskiej województwa ruskiego. W 1921 liczyła około 1067 mieszkańców. Przed II wojną światową należała do powiatu starosamborskiego. W bocznej dolince strumienia Smereczanka na wschód od Terła leżała miejscowość Smereczna, której mieszkańców z niewiadomych przyczyn wysiedlono w 1952 po czym jej obszar włączono w administracyjne granice Terła.

## Ważniejsze obiekty
- Cerkiew Narodzenia Najświętszej Maryi Panny w Terle
- Klasztor bazylianów – obecnie nie istnieje